# Tosa Mitsumoto
Tosa Mitsumoto (土佐 光元) est un peintre japonais du XVIe siècle, né en 1530, mort en 1569. À part d'appartenir à la famille Tosa, ses origines ne sont pas connues.

## Biographie
Fils aîné de Mitsumochi, Mitsumoto prend la tête du Bureau de peinture e-dokoro en 1541, mais les guerres civiles de la fin de l'Époque de Muromachi menacent la suprématie politique des shoguns Ashikaga; alors Mitsumoto s'engage dans l'armée du Shogun. Il est tué dans une bataille en 1569 et sa mort interrompt le monopole de la famille Tosa sur le titre de chef de l'e-dokoro impérial.